# Colias marcopolo
Espèce
Colias marcopolo est une espèce de papillons de la famille des Pieridae, de la sous-famille des Coliadinae et du genre Colias.

## Systématique
Colias marcopolo a été décrit par Grigori Grumm-Gerdjimaïlo en 1888.

## Liste des sous-espèces
- Colias marcopolo  marcopolo au Pamir.
- Colias marcopolo afganipolo (Schulte, 1977) en Afghanistan.
- Colias marcopolo kushana (Wyatt et Omoto, 1966) en Afghanistan[1].

## Nom vernaculaire
Colias marcopolo se nomme Marco Polo's Clouded Yellow en anglais.

## Description
Colias marcopolo est un papillon au dessus de couleur jaune avec une large bande noire le long du bord externe qui est ou non ornée d'une ligne de marques jaune.
Le revers est jaune grisé.

## Biologie

### Plantes hôtes
Les plantes hôtes de sa chenille sont des Astragalus.

## Écologie et distribution
Colias marcopolo est présent en Afghanistan et dans les montagnes du Tadjikistan dans l’Himalaya.

### Biotope
Colias marcopolo réside en montagne entre 3 000 m et 5 000 m,.

### Protection
Pas de statut de protection particulier.